# Ferid Chouchane
Ferid Chouchane (Sousse, 19 de abril de 1979) é um ex-futebolista profissional tunisiano, defensor, atuou pelo Club Africain e Étoile du Sahel.

## Carreira
Ferid Chouchane representou a Seleção Tunisiana de Futebol nas Olimpíadas de 1996.